# Enzo Monteleone
Enzo Monteleone (Padova, 13 aprile 1954) è un regista e sceneggiatore italiano.

## Biografia
Comincia a occuparsi di cinema durante gli anni dell'università come direttore del Centro Universitario Cinematografico e del cineclub CinemaUno di Padova assieme ai suoi amici Roberto Citran e Carlo Mazzacurati. Collabora anche alle rassegne del Circuito Cinema del Comune di Venezia per il quale scrive monografie su Blake Edwards, Ken Russell e Werner Herzog e alla retrospettiva del 50º anniversario della Biennale Cinema. Nel 1980 partecipa alle realizzazione di Vagabondi di Carlo Mazzacurati, un film in 16mm che viene premiato alla rassegna Film-Maker a Milano.
Nel 1982 si trasferisce a Roma e passa anni di gavetta in cui fa un po' di tutto: scrive press-book per Gaumont e Artisti Associati, fa una trasmissione di cinema per la tv, scrive i dialoghi italiani di Nightmare - Dal profondo della notte, fa l'aiuto-regista in un tv-movie in Amazzonia. Nel 1986 viene realizzata la sua prima sceneggiatura: Hotel Colonial, una co-produzione Italia-Usa con Robert Duvall, John Savage, Rachel Ward e Massimo Troisi diretta da Cinzia TH Torrini. Comincia poi a collaborare con Gabriele Salvatores, per il quale scrive quattro film: Kamikazen, con gli esordienti Paolo Rossi, Silvio Orlando e Claudio Bisio; Marrakech Express; Mediterraneo che ottiene il premio Oscar 1992 come miglior film straniero e Puerto Escondido, campione d'incassi della stagione '92-'93.
Come sceneggiatore ha lavorato con molti registi della nuova generazione: Mazzacurati per Il prete bello; Giuseppe Piccioni per Chiedi la luna; Alessandro D'Alatri per Americano rosso, Maurizio Sciarra per Alla rivoluzione sulla due cavalli (vincitore del festival di Locarno 2001). Prima di passare alla regia ha scritto la sceneggiatura del film Spara che ti passa (Dispara!) del regista spagnolo Carlos Saura, con Antonio Banderas e Francesca Neri presentato al festival di Venezia nel 1993.
Nel 1994 esordisce nella regia con La vera vita di Antonio H., presentato al festival di Venezia, tragicomica biografia dell'attore Alessandro Haber (vincitore del Nastro d'argento come miglior attore protagonista), premio Fice a Enzo Monteleone. Ormai è fatta! (1999) è il secondo film come regista. Tratto da un libro autobiografico di Horst Fantazzini, l'anarchico bolognese conosciuto negli anni Sessanta come "il rapinatore gentiluomo". Presentato in concorso al festival di Mosca, premio della federazione europea dei cinema d'essai al festival di Annecy, "Grolla d'Oro" a Stefano Accorsi come miglior attore protagonista, 1º Premio al festival internazionale dei direttori della fotografia di Madrid ad Arnaldo Catinari, quattro nomination ai David di Donatello 2000.
El Alamein - La linea del fuoco, realizzato nel 2002, racconta la disperata resistenza e poi la terribile ritirata nel deserto di una compagnia di soldati italiani durante una delle più sanguinose battaglie della seconda guerra mondiale in Nord Africa. Ha vinto tre David di Donatello (miglior fotografo, miglior montatore, miglior musicista), due Globi d'Oro (miglior fotografia, miglior attore giovane), uno Nastro d'argento al miglior sonoro, premio Fellini per la colonna sonora, premio Mastroianni a Pierfrancesco Favino, premio De Sica a Enzo Monteleone.
Nel 2004 dirige per Canale 5 un film in due parti dal titolo Il tunnel della libertà con Kim Rossi Stuart. Basato su una storia vera, racconta l'impresa di due studenti italiani a Berlino Ovest che nel 1962 riuscirono a far fuggire da Berlino Est una trentina di persone scavando un tunnel sotto il muro. Il film ha vinto il premio “La Navicella” del Centro Studi Cinematografici come migliore fiction dell'anno. Sempre per Canale 5, nel 2007 realizza la miniserie Il Capo dei Capi, sei puntate sulla vita criminale di Totò Riina e il clan dei Corleonesi che ottiene un enorme successo di pubblico e di critica: Telegatto miglior fiction dell'anno, Grolla d'oro miglior regia e miglior attore, Premio Kodak-Technicolor al Roma Fiction Festival.
Nel 2009 torna al cinema con l'adattamento della commedia di Cristina Comencini Due partite con Margherita Buy, Isabella Ferrari, Paola Cortellesi e Marina Massironi. Nell'estate del 2011 gira per Rai 1 il film televisivo in due puntate Walter Chiari - Fino all'ultima risata, la vita avventurosa del famoso attore italiano, tra successi e fallimenti, amori famosi e arresti clamorosi, interpretato da uno straordinario Alessio Boni. Premiato al Roma Fiction Festival 2012 per la miglior regia, miglior sceneggiatura e attore protagonista.
Nel gennaio 2015 va in onda su Rai1 il film TV in due parti L'angelo di Sarajevo con Giuseppe Fiorello basato sul libro di Franco Di Mare "Non chiedere perché" (ed.Rizzoli). La storia di un giornalista Rai inviato a Sarajevo durante l'assedio nell'estate del 1992. Grande successo di pubblico: la 1ª parte viene vista da 7.5 milioni di spettatori con uno share del 27%.

## Filmografia

### Regia
- La vera vita di Antonio H. (1994)
- Ritratti d'autore: Ettore Scola – serie TV (1996)
- Beer & cigarettes – cortometraggio (1997)
- Wine & cigarettes – cortometraggio (1997)
- Ormai è fatta! (1999)
- Piazza Vittorio – documentario (2000)
- Sono solo un artigiano - Intervista a Suso Cecchi d'Amico – documentario (2001)
- I ragazzi di El Alamein – documentario (2001)
- El Alamein - La linea del fuoco (2002)
- Il tunnel della libertà – miniserie TV (2004)
- Il Capo dei Capi – miniserie TV  (2007)
- Due partite (2009)
- Walter Chiari - Fino all'ultima risata – miniserie TV (2012)
- L'angelo di Sarajevo – miniserie TV (2015)
- Io non mi arrendo – miniserie TV (2016)
- Duisburg - Linea di sangue – film TV (2019)

### Sceneggiatura
- L'albero dei diamanti, regia di Tommaso Dazzi – film TV (1984)
- Hotel Colonial, regia di Cinzia TH Torrini (1987)
- Kamikazen, regia di Gabriele Salvatores (1987)
- Marrakech Express, regia di Gabriele Salvatores (1988)
- Il prete bello, regia di Carlo Mazzacurati (1989)
- Mediterraneo, regia di Gabriele Salvatores (1991)
- Americano rosso, regia di Alessandro D'Alatri (1991)
- La cattedra, regia di Michele Sordillo (1991)
- Chiedi la luna, regia di Giuseppe Piccioni (1991)
- Puerto Escondido, regia di Gabriele Salvatores (1992)
- Bonus Malus, regia di Vito Zagarrio (1993)
- Spara che ti passa, regia di Carlos Saura (1994)
- La vera vita di Antonio H., regia di Enzo Monteleone (1994)
- Ormai è fatta!, regia di Enzo Monteleone (1999)
- Liberate i pesci, regia di Cristina Comencini (1999)
- Alla rivoluzione sulla due cavalli, regia di Maurizio Sciarra (2001)
- I ragazzi di El Alamein, regia di Enzo Monteleone – documentario (2001)
- El Alamein - La linea del fuoco, regia di Enzo Monteleone (2002)
- Il tunnel della libertà, regia di Enzo Monteleone – miniserie TV (2004)
- Il Capo dei Capi, regia di Enzo Monteleone e Alexis Sweet – miniserie TV (2007)
- Due partite, regia di Enzo Monteleone (2009)
- Walter Chiari - Fino all'ultima risata, regia di Enzo Monteleone – miniserie TV (2012)
- L'angelo di Sarajevo, regia di Enzo Monteleone (2015)
- Io non mi arrendo, regia di Enzo Monteleone – miniserie TV (2016)
- La pelle dell'orso, regia di Marco Segato (2016)
- Duisburg - Linea di sangue – film TV (2019)

## Riconoscimenti
Festival internazionale del film di Locarno
- 2001: Pardo d'Oro miglior film – Alla rivoluzione sulla due cavalli

David di Donatello
- 1991: Nomination miglior sceneggiatura – Mediterraneo

Nastro d'argento
- 2000: Candidatura al miglior sceneggiatura – Ormai è fatta!
- 2002: Candidatura al miglior sceneggiatura – El Alamein - La linea del fuoco

Globo d'Oro
- 1995: Nomination opera prima – La vera vita di Antonio H.
- 1999: Candidatura al miglior sceneggiatura – Ormai è fatta!
- 2002: Candidatura al miglior sceneggiatura – El Alamein - La linea del fuoco

Moscow International Film Festival
- 1999: Nomination Golden St. George – Ormai è fatta!

Flanders International Film Festival
- 2003: Nomination Grand Prix – El Alamein - La linea del fuoco

Premio Fice
- 1994: Premio miglior regia – La vera vita di Antonio H.

Premio De Sica
- 2002: Premio miglior regia – El Alamein - La linea del fuoco